# Mireille Oblin Brière
Mireille Oblin Brière orthographiée aussi Mireille Oblin-Brière, née le 15 juin 1942 à Vire (Calvados), est une historienne française.

## Biographie
Elle est la fille du boulanger de la petite commune d'Estry. Après des études secondaires et supérieures à Caen, elle intègre les services du ministère de l’Équipement ; son dernier poste est auprès de la Direction territoriale Sud-Ouest des Voies navigables de France à Toulouse avant de prendre sa retraite.
Elle se fait connaitre par l'attribution du Prix Durchon-Louvet de l’Académie française, remis sous la Coupole de l’Institut de France par Maurice Schumann, le 18 décembre 1975, pour son ouvrage : Le vrai visage de Marie-Louise, Impératrice des Français, Duchesse de Parme, Plaisance et Guastalla.
La publication de l'ouvrage Riquet, le génie des eaux, en 2013, en fait une spécialiste et une autorité sur le sujet du canal du Midi. Malgré des émissions radio sur Europe 1 interviewée par Franck Ferrand (Au cœur de l'histoire) et France Inter interviewée par Frédéric Martin (La Marche de l'Histoire), elle décline les conférences par timidité,.
En 2018, elle anime des conférences portant sur la vie du maître d'œuvre du Canal du Midi avec le concours des Musées et Jardins du Canal du Midi. Active auprès d'associations en liens avec le Canal du Midi et la ville de Toulouse, elle rédige de nouvelles publications et participe aux émissions radio, comme celle de France Inter interviewée par Daniel Fiévet (Le temps d’un bivouac), le 31 juillet 2018,,.

## Publications
- Le vrai visage de Marie-Louise : Impératrice des Français, Duchesse de Parme, Plaisance et Guastalla  (préf. Pierre Lyautey), Paris, Éditions Carrefour des Lettres, 1974, br, couv. ill. en coul., 214, In 8 (OCLC 463106747, BNF 35315184, SUDOC 002073277, présentation en ligne)
- La Canne blanche  (Guilly d'Herbemont… histoire d'une vie au service des handicapés), Toulouse, Privat, 1981, br, couv. ill., 204, 21 cm (ISBN 9782708988026, OCLC 405556816, BNF 34657892, SUDOC 000410829, présentation en ligne)
- Où donc est passé le canal du Midi ?, Cornebarrieu, Éditions du Paradis, 2004, br, ill., couv. ill. en coul., 171, 24 cm (ISBN 9782913773929, OCLC 469447371, BNF 39294102, SUDOC 084193174, présentation en ligne)
- Histoire inédite du Canal du Midi : Chapelles et bâtisseurs méconnus, Le Coudray-Macouard, Éditions Cheminements, 2008, rel, ill., couv. et jaquette ill. en coul., 265, 25 cm (ISBN 9782844786562, OCLC 470721599, BNF 41298919, SUDOC 126757658, présentation en ligne)
- Riquet, le génie des eaux : Portrait intime, Toulouse, Privat (réimpr. 2014) (1re éd. 2013), br, VIII p. de pl. ill., couv. ill., 526, 24 cm (ISBN 9782708969490, OCLC 847563519, BNF 43576922, SUDOC 169490564, présentation en ligne)
- Parrain Matricule 14010, Plourhan, Éditions Le Faucon d'Or, 2018, br, ill., 261, 21 cm (ISBN 9791094328125, BNF 45528374, présentation en ligne)
- Navigation par gros temps, récit de vie de René Batard, Paris, Éditions Complicités, 2021, br, ill., 166, 21 cm (ISBN 9782351203163, BNF 46891536, présentation en ligne)

## Récompenses et distinctions
- 1975 : Prix Durchon-Louvet de l'Académie française pour : Le vrai visage de Marie-Louise[2] ;
- 1982 : Prix Nicolas Missarel de l'Académie française pour : La canne blanche[6],[7] ;
- 2009 : Médaille de vermeil de l’Académie des jeux floraux de Toulouse pour : Histoire inédite du Canal du Midi[2],[8] ;
- 2013 : Prix de l'Académie de Languedoc pour : Riquet, le génie des eaux[9].